# باهونوي
باهونوي (بالإنجليزية: Pahuanui)‏ في الأساطير البولينيزية هو أحد أبالسة البحر في الكوسمولوجيا التاهيتية.